# Сургутская, Екатерина Филипповна
Екатерина Филипповна Сургутская (25 декабря 1914, с. Новосёлово — 19 марта 1994, Киев) — советский писатель, прозаик.

## Биография
Родилась в селе Новосёлово Красноярского края.
Окончила Иркутский энергетический техникум и Ленинградский технологический институт, училась в Московском пединституте иностранных языков, окончила Литературный институт имени А. М. Горького.
Работала теплотехником на паравозоремонтном заводе в Красноярске, конструктором на заводе в Ленинграде.
С 1948 года жила в Киеве, работала корреспондентом журналов «Украина» и «Радянська жінка».
С 1949 года выступала как писатель. Член Союза писателей СССР, Союза писателей Украинской ССР, Союза журналистов СССР
Умерла 19 марта 1994 года. Похоронена на Байковом кладбище в Киеве (8 участок).

## Творчество
Первый рассказ «Колхозное озеро» вышел в журнале «Советская женщина» в 1949 году. Первый роман — «Незамерзающие реки» — вышел в 1958 году.
Очерки и рассказы печатались в журналах «Советская Украина», «Радуга», «Радянська жінка», «Україна» и в газете «Киівська правда».
Писала на русском языке.
Библиография:
Отдельные издания:
- Незамерзающие реки: Роман. — Киев: Рад. письменник, 1958. — 349 с.
- Двадцать дней на борту корабля «Очарование»: повесть (для мл. школьного возраста) / Ил.: Г. Юмагузин. — Москва: Детская литература, 1966. — 127 с.
- Голубая сорока: Роман. — Киев: Рад. письменник, 1968. — 314 с.
- Тревоги и радости: Повесть / Ил.: А. Б. Площанский. — Киев: Рад. письменник, 1975. — 240 с.
- Незамерзающие реки; Лица в окне: Романы / Худож. В. В. Кузьменко. — Киев: Дніпро, 1985. — 437 с.
- Быстрины: Роман. — Киев: Рад. письменник, 1986. — 366 с.
- Сети ловчие: Роман /Худож. И. К. Заруба. — Киев: Рад. пысьмэннык, 1990. — 335 с.

Публикации в периодике:
- И звёзд ночной полет. Повесть // Журнал «Радуга», № 1, 1974
- Шум прибоя в морской раковине. Драма // Журнал «Радуга», № 12, 1977